# 2011 au Soudan
2009 au Soudan - 2010 au Soudan - 2011 au Soudan - 2012 au Soudan - 2013 au Soudan
 2009 par pays en Afrique - 2010 par pays en Afrique - 2011 par pays en Afrique - 2012 par pays en Afrique - 2013 par pays en Afrique -

## Chronologie au Soudan

### Premier trimestre au Soudan

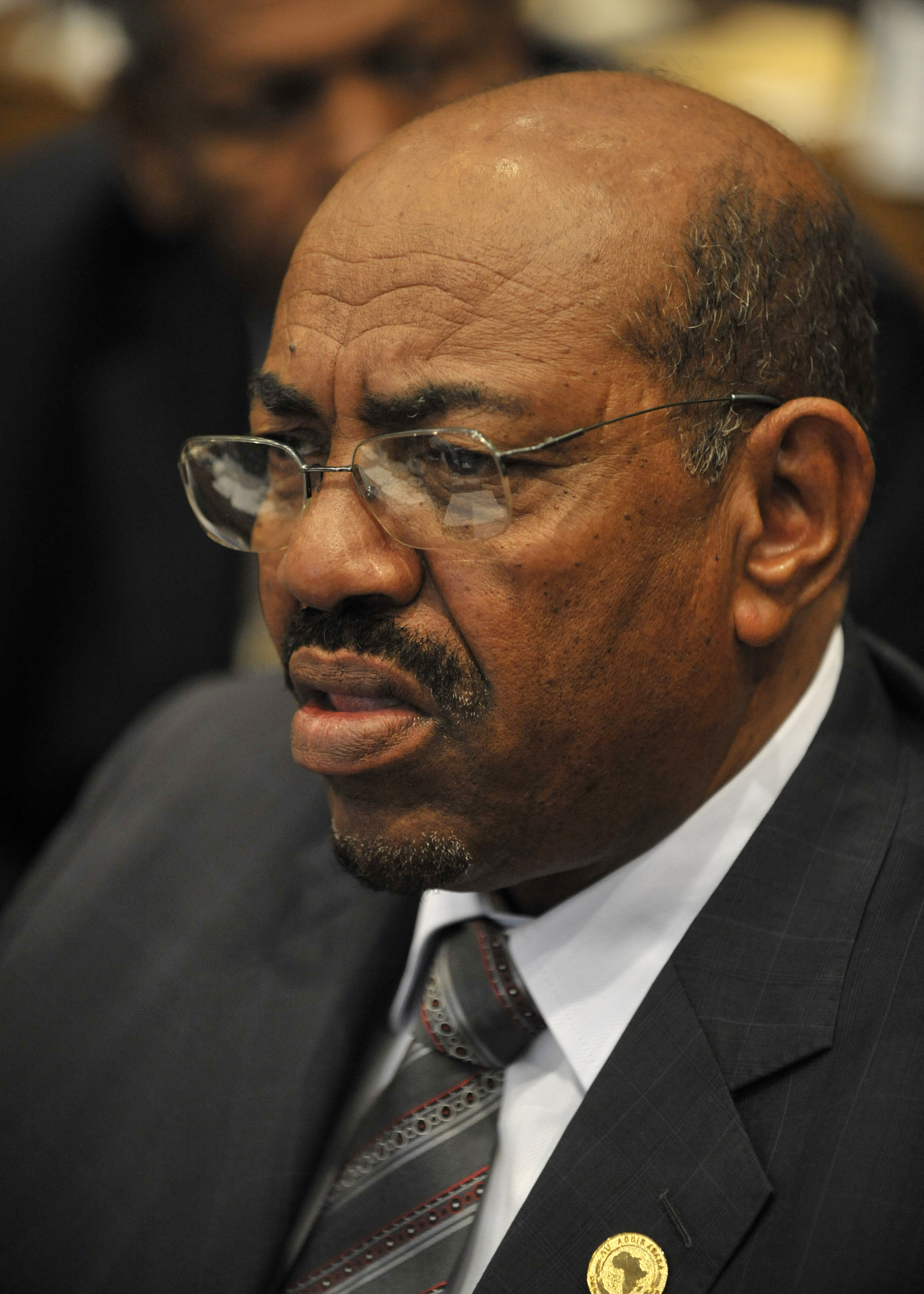
Omar el-Béchir
(février 2009)

- Mercredi 5 janvier 2011 : Le sénateur américain John Kerry, en visite à Khartoum, juge « extrêmement encourageants » les propos du président Omar el-Béchir sur la sécession du Sud-Soudan ajoutant que « la bonne tenue du référendum » serait « un signe précurseur à une nouvelle relation renforcée avec les États-Unis ».
- Lundi 17 janvier 2011 :
  - La présidence annonce que Omar el-Béchir assistera cette semaine au sommet économique arabe à Charm el-Cheikh, en Égypte.
  - Le chef de l'opposition islamiste, Hassan al-Tourabi a été  arrêté à son domicile à Khartoum par des agents de la sécurité armés, peu après avoir déclaré qu'une révolte semblable à celle qui a provoqué la chute du président tunisien Ben Ali le 14 janvier était probable au Soudan.
- Mercredi 19 janvier 2011 : Le président Omar el-Béchir qui risque de perdre une bonne partie de sa rente pétrolière après le référendum, demande aux pays créanciers d'annuler la dette du pays : « Le Soudan sort à peine d'une guerre civile et il est clair qu'il mérite un traitement préférentiel de la part de ses États créanciers ».
- Mercredi 26 janvier 2011 : La cheffe de la diplomatie américaine, Hillary Clinton, annonce que les États-Unis sont prêts à normaliser leurs relations avec le Soudan, à l'issue du vote pacifique qui doit déboucher sur l'indépendance du Sud-Soudan cet été. D'autre part elle invite le Soudan à rechercher une résolution pacifique du conflit distinct au Darfour[1].
- Dimanche 30 janvier 2011 : Des centaines de jeunes Soudanais ont manifesté aujourd'hui à Khartoum dans le cadre d'une journée nationale de protestation anti-gouvernementale, malgré un important déploiement des forces de sécurité. Une quarantaine de personnes ont été arrêtées[2].
- Mercredi 2 février 2011 : L'ONG Human Rights Watch annonce l'arrestation de 16 personnes devant le siège du Parti communiste soudanais.
- Vendredi 11 février 2011 :
  - Une dirigeante du parti d'opposition Oumma, Mariam al-Mahdi, a été arrêtée à Khartoum, alors qu'elle s'apprêtait à réclamer la libération d'étudiants arrêtés après des manifestations antigouvernementales il y a dix jours. Ils réclamaient un changement de régime, plus de libertés et la fin de la hausse des prix. Un étudiant frappé par des policiers est mort des suites de ses blessures.
  - Selon le Haut commissariat des Nations unies pour les réfugiés, quelque 800 000 Sud-Soudanais déplacés dans le nord devraient retourner à la suite du référendum qui doit permettre au Sud-Soudan de devenir un État indépendant, « déjà environ 200 000 Sud-Soudanais habitant dans le nord sont revenus ces trois dernier mois » sur le million et demi de Sud-Soudanais y vivant. Le HCR a organisé cette semaine une réunion avec des donateurs pour leur demander 53,4 millions de dollars destinés à « aider les Sud-Soudanais qui reviennent dans le sud »[3].

### Deuxième trimestre au Soudan
- Mercredi 6 avril 2011 : Les autorités soudanaises accusent Israël d'avoir mené la veille un raid aérien contre un véhicule à Port-Soudan (est) ayant fait deux morts. Des journaux israéliens ont également confirmé ce raid pour « liquider des hommes recherchés en Afrique »[4].
- Jeudi 7 avril 2011 : Le raid aérien israélien du 5 avril visait un important chef militaire de la branche armée du Hamas qui aurait réussi à se sauver[5].
- Jeudi 28 avril 2011 : Devant des milliers de partisans à Abiyé, le président Omar el-Béchir menace de ne pas reconnaître le futur État du Sud-Soudan si ce dernier continue de revendiquer la riche province pétrolière d'Abiyé dans l'État du Kordofan-Sud. Les négociations sont toujours en cours sur l'avenir de cette province alors que le projet de Constitution du Sud-Soudan la mentionne comme territoire sud-soudanais[6].

## Chronologie au Darfour

### Premier trimestre au Darfour
- Mercredi 5 janvier 2011 : Istvan Papp (56 ans), employé civil hongrois de la mission de paix ONU-Union africaine enlevé en octobre à el-Facher, capitale historique du Darfour, a été libéré « en bonne santé ». Il s'agissait de la seule personne encore détenue en otage au Darfour en proie depuis mars 2009 à une vague d'enlèvements parmi les expatriés travaillant pour les casques bleus ou des organisations humanitaires. .
- Vendredi 7 janvier 2011 : Un humanitaire soudanais travaillant pour l'ONG Care International « a été tué dans ce qui semble être un vol à Gereida ».
- Jeudi 13 janvier 2011 : Trois humanitaires bulgares appartenant à l'équipage d'un avion effectuant une mission pour l'ONU ont été enlevés.
- Mercredi 19 janvier 2011 : Selon le Bureau de la coordination des affaires humanitaires (OCHA), le conflit au Darfour a fait au moins 2 321 morts violentes en 2010. Les combats ont en fait repris depuis novembre, entre l'armée soudanaise et la rébellion jouant chacune leur va-tout avant le référendum d'indépendance au Sud-Soudan qui devrait redessiner la carte du pays le plus vaste d'Afrique et changer le rapport de force des belligérants.
- Jeudi 10 février 2011 : Des responsables de la sécurité soudanaise sont intervenus dans le complexe occupé par l'ONG Médecins du monde à Nyala, capitale du Sud-Darfour, et ont arrêté son personnel.
- Lundi 14 février 2011 : Les autorités soudanaises annoncent l'expulsion d'une partie du Darfour de l'ONG française Médecins du monde, qu'elles soupçonnent d'espionnage. Selon le gouverneur de l’État du Sud-Darfour Abdel Hamid Kasha : « Médecins du Monde travaille comme espion. Ils publient des rapports négatifs sur l’État [...] Ils ont apporté leur soutien au mouvement d'Abdel Wahed Mohamed al Nour en lui procurant de l'argent, des vivres et des soins ». En mars 2009 le Soudan a déjà expulsé 13 ONG dont Oxfam et la branche américaine de Save the Children, accusées de transmettre des informations à la Cour pénale internationale.
- Mercredi 9 mars 2011 : De violents affrontements entre les rebelles d'Abdulwahid Nour et les forces armées ont fait 17 morts, 15 rebelles et deux soldats, et une trentaine de blessés (20 rebelles et 10 soldats) dans le centre du Darfour. De nombreuses armes et des munitions ont été saisies. L'Armée de libération du Soudan d'Abdelwahid Nour (SLA-Abdelwahid) avait refusé de se joindre aux négociations de paix organisées à Doha.
- Jeudi 17 mars 2011 : Une manifestation d'étudiants contre l'interdiction des activités politiques a été réprimée par la police faisant un mort et sept blessés.

### Deuxième trimestre au Darfour
- Mardi 5 avril 2011 : 3 soldats des Casques bleus (Minuad) ont été enlevés par « un groupe d'hommes armés » près du Kutum (nord). Un des assaillants et un casque bleu enlevé ont été tués, les deux autres Casques bleus blessés ont été libérés[7].
- Mardi 19 avril 2011 : Les violents combats ont opposé début avril l'armée soudanaise aux rebelles dans le Darfour-Nord, faisant de nombreuses victimes des deux côtés. Les rebelles rejettent un projet de référendum sur le statut administratif du Darfour[8].
- Jeudi 28 avril 2011 : Le Mouvement pour la justice et l'égalité, principal groupe rebelle du Darfour, annonce qu'il rejette « totalement » le projet d'accord de paix soumis par des médiateurs de l'ONU, car « ils offrent moins que l'accord d'Abuja » signé par le chef rebelle Minni Minnawi en 2006. Les solutions proposées sur le problème des réfugiés, la compensation aux habitants affectés par huit ans de conflit, le partage du pouvoir et des richesses sont insuffisantes[9].

## Chronologie au Sud-Soudan

### Premier trimestre au Sud-Soudan

Cartes des 10 États du Soudan du Sud et des trois provinces historiques : l'Équatoria (en bleu), le Bahr el Ghazal (en vert) et Nil Supérieur (en jaune).

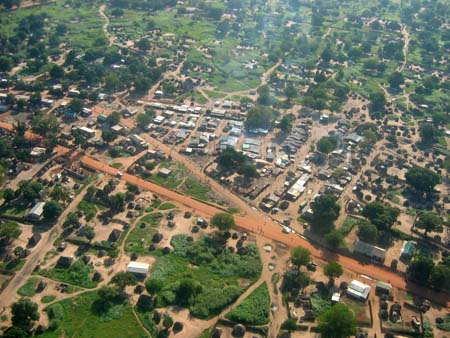
Djouba, vue aérienne
(novembre 2006)

- Vendredi 7 janvier 2011, Djouba : Une grande « marche finale vers la liberté » s'est déroulée à Djouba, à deux jours du début du référendum sur l'indépendance de cette vaste région sous-développée d'Afrique, prévu par l'accord de paix ayant mis fin en 2005 à 22 ans de guerre civile entre le Nord en majorité arabe et musulman et le Sud en majorité africain et chrétien, à l'origine de deux millions de morts.
- Samedi 8 janvier 2011 : Des affrontements ont eu lieu dans une zone pétrolière, entre un groupe d'hommes armés et les forces armées du Sud-Soudan, tuant au moins quatre personnes.
- Dimanche 9 janvier 2011 :
  - Environ 4 millions de Sud-Soudanais ont commencé voté en masse et dans la liesse pour le référendum sur l'indépendance attendu depuis plus de 50 ans et qui doit s'échelonner sur une semaine. Plusieurs bureaux ont dû prolonger de deux heures leur fermeture de ce scrutin historique pour accueillir la foule d'électeurs. Le chef sudiste Salva Kiir a salué la mémoire de John Garang, chef de la rébellion sudiste mort en 2005 peu après avoir signé la paix avec Khartoum. Les analystes, ainsi que la classe politique nordiste, pronostiquent une victoire de l'option sécessionniste.
  - Plusieurs actes de violences ont émaillé la journée. À Abiyé, des affrontements meurtriers entre tribus rivales ont fait huit morts. Dans l’État pétrolier d'Unité, des combats ont opposé rebelles et soldats sudistes.
- Lundi 10 janvier 2011 :
  - Au deuxième jour du référendum sur l'indépendance du Sud-Soudan, les incidents se sont multipliés dans la région d'Abyei. Au moins 36 personnes auraient péri et des dizaines auraient été blessées lors d'affrontements entre les Dinkas Ngok, et les nomades Misseriya, originaires du Nord, qui redoutent de perdre leurs terres en cas de passage sous l'autorité du Sud. Ces nomades migrent chaque année pendant la saison sèche vers Abyei en quête de pâturage et d'eau pour leur bétail. Un référendum distinct devait avoir lieu dans cette région pétrolifère pour déterminer son rattachement au Nord ou au Sud, mais les dirigeants de la région n'ont pas réussi à s'entendre sur l'organisation du scrutin, qui n'a ainsi pas pu avoir lieu comme prévu dimanche[10]. Les combats ont fait au moins 33 morts, dont plus d'une vingtaine de Dinkas, et des dizaines de blessés depuis vendredi.
  - Dans la soirée, un convoi d'une trentaine d'autobus et de sept camions, de membres de la tribu Dinkas Ngok a été attaqué, à la frontière du Kordofan du Sud et du Nord, par des nomades arabes armés de la tribu des Misseriya, faisant 10 morts et 18 blessés parmi les civils attaqués.
- Mercredi 12 janvier 2011 : Le président tchadien Idriss Deby Itno s'est dit « inquiet » des conséquences possibles d'une partition du Soudan, après le vote du Sud sur l'option d'une séparation d'avec le nord du pays, et de ses répercussions pour le Tchad, « on a déjà l'expérience de la crise au Darfour », région frontalière du Tchad en proie à la guerre civile depuis 2003. Le Tchad a longtemps entretenu des relations très tendues avec le Soudan, accusé à de nombreuses reprises d'héberger des rebelles cherchant à déstabiliser le pouvoir à N'Djamena, avant un réchauffement depuis un an.

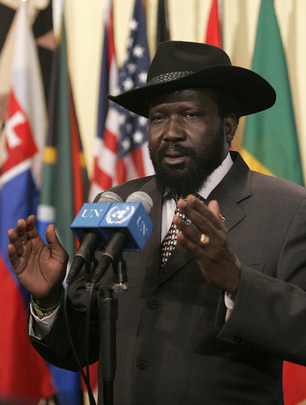
Salva Kiir Mayardit
(novembre 2007)

- Dimanche 16 janvier 2011 : Le président de la région semi-autonome du Sud-Soudan, Salva Kiir appelle la population à pardonner au Nord-Soudan pour la mort de sudistes pendant la guerre civile, « comme Jésus-Christ l'a dit sur la croix », lors de sa première déclaration publique depuis la fin du référendum d'indépendance, lors d'une allocution à la cathédrale catholique de Sainte-Thérèse à Djouba[11].
- Lundi 17 janvier 2011 : La mission des observateurs de l'Union européenne pour le référendum d'indépendance du Sud-Soudan a qualifié de « crédible [...] libre et pacifique, avec une participation écrasante » le scrutin qui s'est tenu du 9 au 15 janvier.
- Mercredi 19 janvier 2011 : Selon les premiers résultats, il y a eu un vote massif en faveur de l'indépendance : Djouba (97,5 %), État du Bahr al-Ghazal occidental (94,6 %), État de Lakes (99,9 %). Les résultats définitifs du référendum sont attendus début février. Près de quatre millions d'électeurs s'étaient inscrits pour ce scrutin historique, dont environ 3,8 millions vivant au Sud-Soudan[12].
- Dimanche 23 janvier 2011 : Selon les résultats partiels du référendum d'autodétermination concernant 98,7 % des votes, 98,7 % des votants sont en faveur de l'indépendance du Sud-Soudan.
- Dimanche 30 janvier 2011 : Le dépouillement complet préliminaire du référendum pour l'indépendance qui s'est tenu du 9 au 15 janvier, montre que 98,83 % des Sud-Soudanais du Sud et du Nord ont choisi de voter en faveur de la sécession.
- Vendredi 4 février 2011, Nil Supérieur : Des affrontements entre soldats soudanais d'une même unité des FAS ont fait au moins 60 morts, dont au moins 2 enfants, jeudi et vendredi dans la ville de Malakal. Les tirs ont éclaté alors que certains militaires refusaient d'obéir aux ordres de partir pour le Nord-Soudan, dans le cadre d'un redéploiement devant intervenir avant la proclamation d'indépendance du Sud-Soudan. De nombreux membres des FAS sont des sudistes alliés au gouvernement de Khartoum pendant la guerre civile et ils ne veulent pas quitter leur région, ce qui a provoqué les affrontements[13].
- Lundi 7 février 2011 : Les résultats définitifs officiels indiquent que le Sud-Soudan a voté à 98,83 % en faveur de la sécession. Les Sud-Soudanais vivant dans le Sud (3,8 millions), mais aussi ceux résidant dans le nord du pays et à l'étranger (0,2 million), avaient le droit de participer à ce scrutin. Les responsables nordistes et sudistes ont désormais moins de six mois pour se mettre d'accord sur des dossiers sensibles, dont la délimitation des frontières, le partage des revenus du pétrole ou encore le statut de la région contestée d'Abyei. L'Union européenne a qualifié le référendum d'« historique » tout en saluant « le bon déroulement et la crédibilité » du vote, et s'est engagée à rechercher un partenariat de longue durée avec le nouvel État. L'indépendance sera officiellement proclamée le 9 juillet prochain.
- Mercredi 9 février 2011 : Le ministre de la région semi-autonome du Sud-Soudan chargé du développement rural et des coopératives, Jimmy Lemi Milla, et son garde du corps ont été tués par balles dans le complexe ministériel.
- Jeudi 10 février 2011, Jonglei : Au moins 16 personnes ont été tuées dans des affrontements depuis la veille entre la milice rebelle de George Athor et des unités militaires du Sud-Soudan. Cet ancien haut gradé de la SPLA est entré en rébellion après avoir perdu les élections d'avril pour le poste de gouverneur de l’État de Jonglei.
- Vendredi 11 février 2011 :
  - Jonglei : Les combats de mercredi et jeudi entre l'Armée populaire de libération du Soudan (SPLA) et des rebelles ont fait 105 morts, dont 39 civils, « dont des femmes et des enfants, et 65 blessés ». À Fangak, 20 policiers et militaires ont été tués et 30 autre ont été blessés et 30 rebelles ont été tués.
  - Selon le Haut commissariat des Nations unies pour les réfugiés, quelque 800 000 Sud-Soudanais déplacés dans le nord devraient retourner à la suite du référendum qui doit permettre au Sud-Soudan de devenir un État indépendant, « déjà environ 200 000 Sud-Soudanais habitant dans le nord sont revenus ces trois dernier mois » sur le million et demi de Sud-Soudanais y vivant. Le HCR a organisé cette semaine une réunion avec des donateurs pour leur demander 53,4 millions de dollars destinés à « aider les Sud-Soudanais qui reviennent dans le sud ». Ces personnes s'installant dans les centres urbains vont créer une pression additionnelle sur ces villes à l'infrastructure fragile. De plus, ceux qui décident de revenir doivent faire face à l'insécurité sur les routes[3].
- Mardi 15 février 2011, Jonglei : Près de 200 personnes ont été tuées ces derniers jours dans des attaques rebelles. Les assauts ont été menés contre des populations civiles dans la région de Fangak par les miliciens de George Athor, ancien haut gradé des forces armées.
- Jeudi 17 février 2011, Jonglei : Plus de 20 000 personnes ont fui les combats lors de ces derniers. De nombreuses violences ont eu lieu dans la ville de Fangak, faisant de très nombreux morts, dont de nombreux cadres de l'administration. D'autres civils se sont noyés en tentant de traverser la rivière à la nage[14].
- Lundi 28 février 2011, Abiyé : Depuis dimanche, les affrontements entre deux tribus rivales — des membres de la tribu sudiste Dinka Ngok et d'autres de la tribu arabe nordiste Misseriya — font au moins 10 morts.
- Mercredi 2 mars 2011, Jonglei : De violents affrontements depuis 2 jours dans la région de Fangak, entre l'armée sudiste et des rebelles de la région semi-autonome, ont fait 40 morts parmi les soldats réguliers de la SPLA. Au total au moins 70 personnes sont mortes depuis 2 jours et deux villages ont été rasés.
- Dimanche 6 mars 2011 :
  - Abiyé : Des dizaines de milliers de personnes ont fui la ville d'Abyei, désormais « presque vide », après des affrontements meurtriers et l'avance des troupes de la tribu arabe nordiste des Misseriya et des soldats soudanais.
  - Nil Supérieur : Les combats de la journée dans le secteur de Owach (à l'ouest de Malakal) entre l'armée du Sud-Soudan et une milice rebelle ont fait 45 morts dont 8 soldats.
- Lundi 7 mars 2011, Abiyé : Les 300 maisons du village de Tajalei (25 km au nord-est de la ville d'Abyei) ont été détruites criminellement par le feu à la suite de l'attaque par les troupes nordistes[15].
- Mardi 8 mars 2011, Jonglei : De violents affrontements entre l'armée sudiste et des rebelles de la région semi-autonome, ont fait 51 morts (35 combattants rebelles et 16 soldats). Les rebelles se sont retirés par suite d'un manque de munitions.
- Lundi 14 mars 2011, Haut-Nil : Plus de 40 miliciens de George Athor et deux soldats ont été tués à la suite de la prise en otage d'une centaine d'enfants dans un orphelinat à Malakal.
- vendredi 18 mars 2011 : De violents affrontements entre l'armée sudiste et des rebelles ont fait 70 morts dans l’État d'Unité (comté de Mayom, 30 soldats et 11 rebelles tués) et dans l’État du Haut Nil (4 soldats et 25 rebelles tués).
- Dimanche 27 mars 2011 : Le ministre égyptien des Affaires étrangères Nabil Elaraby annonce que l’Égypte reconnaîtra le Sud-Soudan comme État indépendant[16].

### Deuxième trimestre au Sud-Soudan
- Mardi 19 avril 2011, État d'Unité : Des rebelles menés par l'ancien général sudiste Peter Gadet ont attaqué une position de l'armée sudiste dans le comté de Mayom et un campement à Mankien.
- Jeudi 21 avril 2011 :
  - Le Sud-Soudan a fait parvenir sa candidature pour devenir État membre du Fonds monétaire international et de la Banque mondiale après son indépendance le 9 juillet prochain. Le FMI prévoit un fonds spécial pour le Sud-Soudan doté de 10,6 millions de dollars, en vue de conseiller les autorités de Djouba sur la mise en place d'une administration budgétaire et fiscale et d'une banque centrale[17].
  - État d'Unité : Des rebelles menés par l'ancien général sudiste Peter Gadet ont attaqué un campement de l'armée sudiste à Mankien.
- Samedi 23 avril 2011, État d'Unité : Les affrontements ont poussé au moins 3 800 civils à fuir la ville de Mayom[18], alors que les combats ont fait au moins 55 morts parmi les rebelles et des dizaines d'autres blessés.
- Jeudi 28 avril 2011, Abiyé : Devant des milliers de partisans à Abiyé, le président Omar el-Béchir menace de ne pas reconnaître le futur État du Sud-Soudan si ce dernier continue de revendiquer la riche province pétrolière d'Abyei dans l’État du Kordofan-Sud. Les négociations sont toujours en cours sur l'avenir de cette province alors que le projet de Constitution du Sud-Soudan la mentionne comme territoire sud-soudanais[6].
- Dimanche 1er mai 2011, Abiyé : Un convoi militaire nordiste a pénétré en violation de la trêve de Kadugli dans la ville d'Abiyé ce qui a provoqué un affrontement avec les forces de police locale sudistes.
- Mercredi 4 mai 2011 : Des violences dans la région Abiyé ont fait au moins 20 morts. D'autres combats dans l’État d'Unité ont fait 8 morts[19].
- Dimanche 8 mai 2011, Warab : 82 personnes ont été tués dans les affrontements récents entre rebelles de Philip Bepan et éleveurs nomades tuant 34 civils et en blessant 45 autres, dont des enfants et des femmes. Auparavant les éleveurs avaient tendu une embuscade aux rebelles tuant 48 d'entre eux[20].
- Lundi 9 mai 2011, Abiyé : Accord entre le Nord et le Sud pour retirer leurs forces armées après une semaine de combats meurtriers[21].